# Euacidalia puerta
Euacidalia puerta là một loài bướm đêm trong họ Geometridae.